# Generoso Márquez
Generoso Márquez Sáez (3 settembre 1952) è un ex cestista cubano.

## Carriera
Con Cuba ha disputato i Giochi di Mosca 1980, e in precedenza il Torneo americano di qualificazione alle Olimpiadi 1980.